# Richard Loening

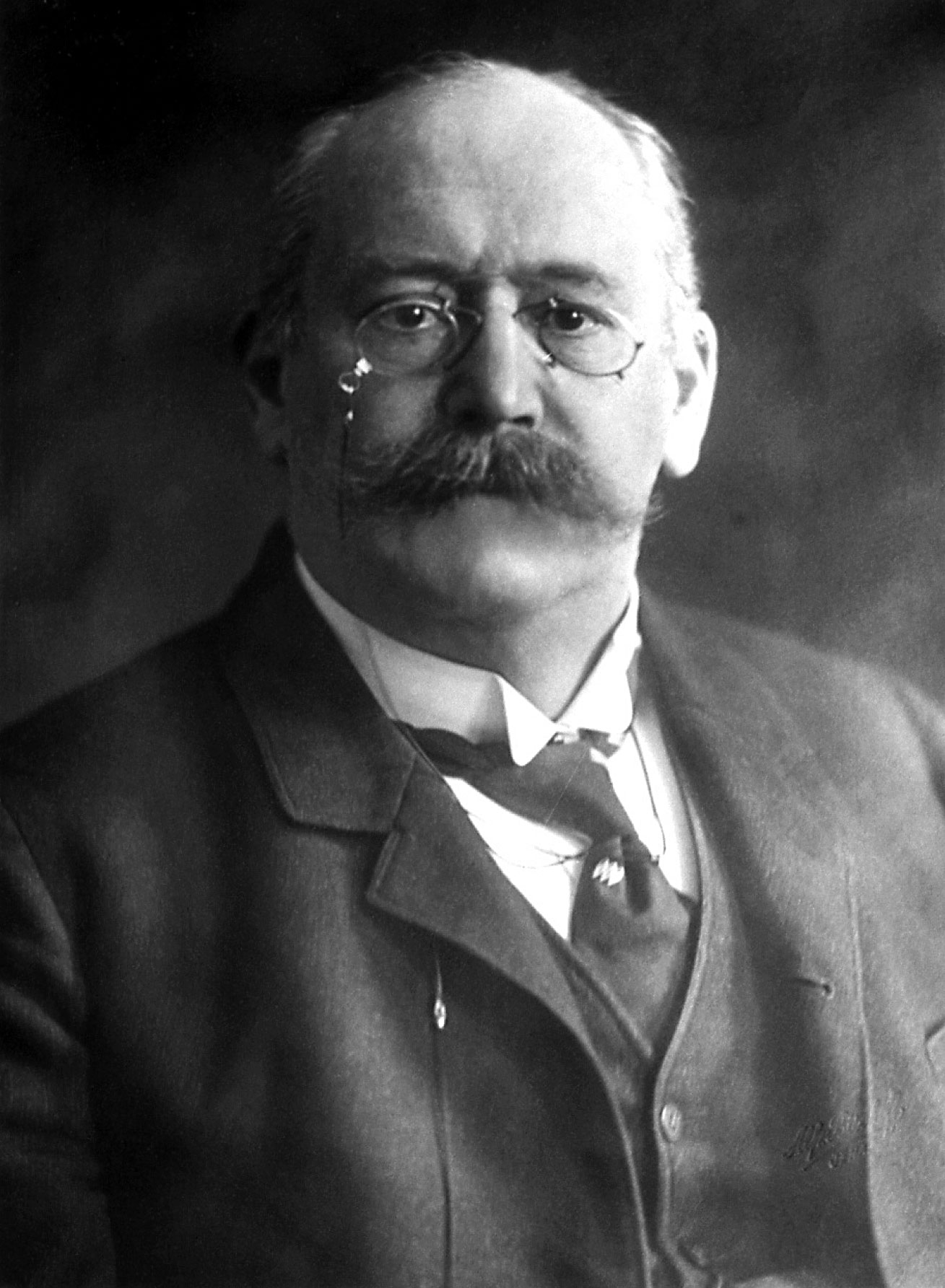
Richard Loening

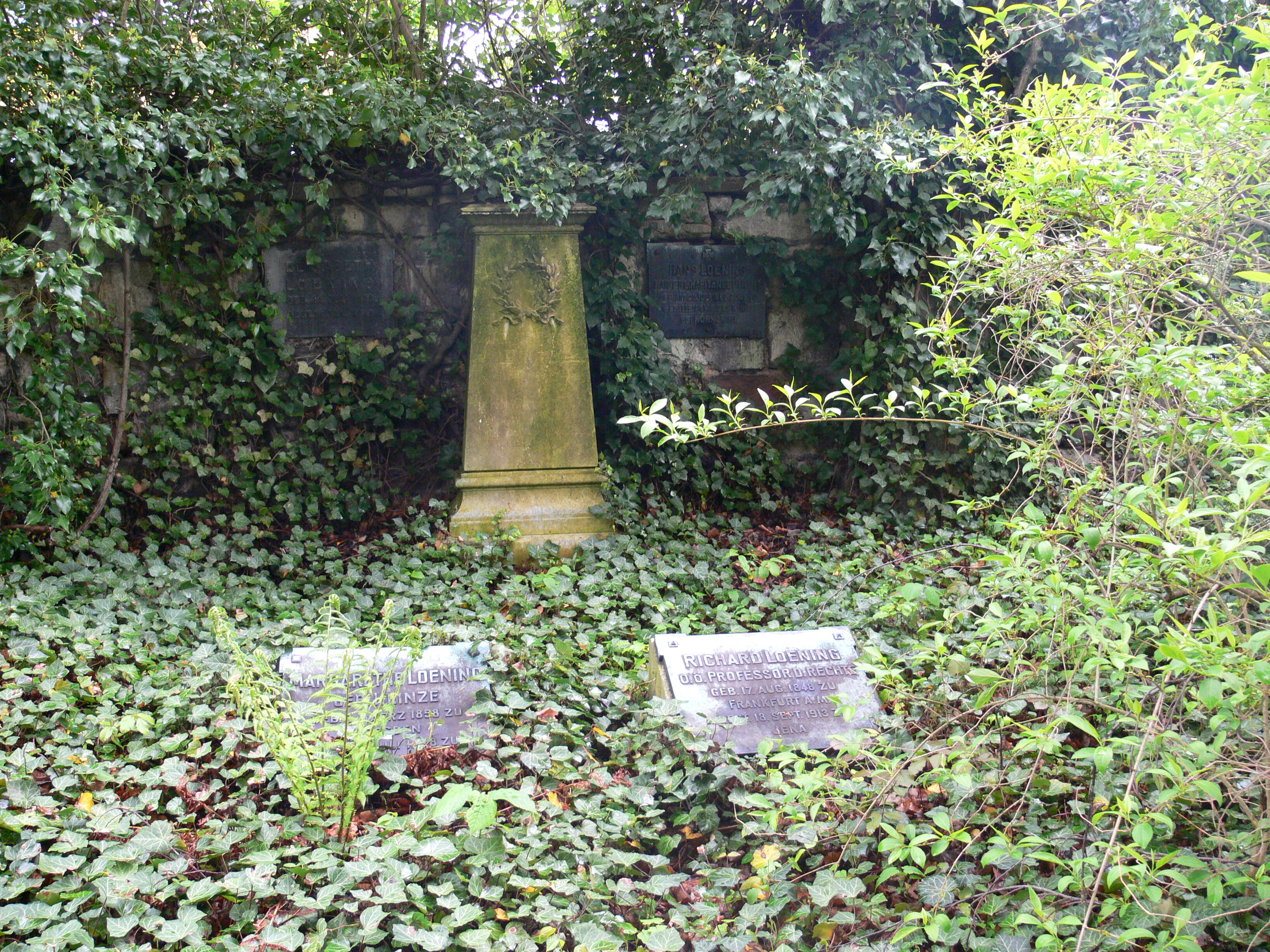
Grabstätte der Familie Loening auf dem Johannisfriedhof in Jena

Jakob Bernhard Richard Loening, eigentlich  Jakob Bernhard Richard Löwenthal, (* 17. August 1848 in Frankfurt am Main; † 18. September 1913 in Jena) war ein deutscher Rechtswissenschaftler.

## Leben
Richard stammte aus einer ursprünglich jüdischen Familie. Er wurde als drittes von fünf Kindern des Verlagsbuchhändlers Karl Friedrich Loening und dessen am 4. Juli 1838 in Mainz geheirateten Frau Anna Louise Reinach (* 6. April 1812; † 6. März 1884 in Halle (Saale)) geboren. Da die Eltern zum evangelischen Glauben konvertierten, wurde auch Richard als Mitglied der evangelischen Gemeinde auf den Namen Jakob Bernhard Richard Löwenthal getauft und als sich die Eltern 1857 den Nachnamen Loening zulegten, erhielt er denselben. Nach anfänglicher Vorbildung wurde Richard 1857 Schüler des städtischen Gymnasiums seiner Geburtsstadt. Als er seine Reifeprüfung absolviert hatte, zog er an die Universität Heidelberg, wo er sich am 19. April 1866 der Burschenschaft Allemannia anschloss und sich am 28. April 1866 an der Hochschule immatrikulierte. Hier wurde er ein Schüler von Johann Caspar Bluntschli.
Seine Studien setzte er im Sommersemester 1868 an der Königlichen Friedrich-Wilhelms-Universität in Berlin fort, wo Loening am 4. Dezember 1869 mit der Abhandlung Quid statuendum sit de eo, qui condemnatus in crimen reciderit mit dem Prädikat magna cum laude zum Doktor der Rechte promovierte. Im Anschluss nahm er eine Stelle im preußischen Staatsdienst auf und wirkte ab dem 25. Mai 1870 als Referendar in seiner Geburtsstadt. Mit dem Ausbruch des Deutsch-Französischen Krieges trat Loening am 31. Juli 1870 in den Militärdienst ein und beteiligte sich an demselben in der Landwehr. Als dieser beendet war, schied er als Leutnant der Landwehr aus, war mit der Kriegsgedenkmünze, mit der Landwehrdienstauszeichnung 2. Klasse und später der Zentenarmedaille dekoriert. Am 1. August 1871 übernahm er wieder seine Referendarstelle in Frankfurt am Main und wechselte am 1. März 1873 in gleicher Stellung nach Bonn.
Während jener Zeit entschloss er sich, sich einem akademischen Werdegang zu widmen. So gab er seine Stellung am 1. März 1874 auf und bereitete sich daraufhin auf seine Habilitation an der Universität Heidelberg vor. Nachdem er das Thema Über Ursprung und rechtliche Bedeutung der in den altdeutschen Urkunden enthaltenen Strafclauseln verteidigt hatte, wurde er am 31. Juli 1875 in Heidelberg an der juristischen Fakultät habilitiert und begann im Wintersemester 1875/76 seine Dozententätigkeit. Diese verlief so erfolgreich, dass man ihn am 1. Juli 1878 zum außerordentlichen Professor der Rechte ernannte. Als er am 1. April 1882 einen Ruf an die Universität Jena erhielt, folgte er diesem. So wurde er im Sommersemester 1882 ordentlicher Professor für Strafrecht, Straf- und Zivilprozess in Jena, welche Aufgabe am 29. April des Jahres mit der Antrittsrede Über geschichtliche und ungeschichtliche Behandlung des deutschen Strafrechts begann. Hier widmete er sich als Strafrechtler vor allem der Zurechnungslehre und legte großen Wert auf eine rechtsgeschichtliche Hinterfragung der juristischen Quellen.
Zudem beteiligte sich Loening an den organisatorischen Aufgaben der Hochschule. So war er in verschiedenen Semestern Dekan der juristischen Fakultät und in den Sommersemestern 1889, 1897 sowie im Jahr 1907/08 Rektor der Alma Mater. Zu letzterem Zweck hatte er am 22. Juni 1889 die Antrittsrede Über die Begründung des Strafrechts, am 19. Juni 1897 die Rede Über ältere Rechts- und Kulturzustände an der Fürstlich Sächsischen Gesamt Universität zu Jena und am 15. Juni 1907 die Rede Über Wurzel und Wesen des Rechts gehalten. 1907 entwarf Loening das neue Universitätsstatut der Salana, agierte als Finanzabgeordneter der Universität und wurde nach dem Tod von August Thon Ordinarius der Juristenfakultät. Aber nicht nur akademische Ehren hatte er erhalten, sondern auch die Potentaten von Sachsen-Weimar-Eisenach schätzten seine Arbeit. So wurde Loening 1898 zum geheimen Justizrat ernannt, Kommandeur des sächsisch-herzoglichen Ordens vom weißen Falken und Ritter erster Klasse des Sachsen Ernestineschen Hausordens.
Loening heiratete am 12. August 1877 in Mahlberg bei Freiburg im Breisgau Margarethe Hedwig Elisabeth Heinze (* 3. März 1858 in Dresden; † Juli 1928 in Jena), Tochter des Heidelberger Rechtsprofessors Karl Friedrich Rudolf Heinze (* 10. April 1825 in Saalfeld; † 18. Mai 1896 in Heidelberg) und seiner Ehefrau Elise Henriette von Zastrow (1834–1915). Aus dieser Verbindung stammen die Tochter Elisabeth Loening (* 21. Juli 1880; † 19. Januar 1940) und der Sohn Hans Loening (* 21. Juli 1882 in Jena; † 8. September 1915), der im Ersten Weltkrieg als kaiserlicher Kapitänleutnant bei Hornsriff fiel. Ein weiterer Sohn war der Rechtswissenschaftler Hellmuth Loening (* 6. Juli 1891 in Jena; † 1978 in Bad Godesberg).
Im Nachruf für Richard Loening heißt es:

„Am 18. September 1913 starb in Jena Richard Löning im Alter von 65 Jahren; er war einer der gediegensten Kenner und Bearbeiter der Geschichte des Strafrechtes; als Dogmatiker hing er einer konservativen Richtung an. Sein groß angelegtes Unternehmen einer Geschichte der strafrechtlichen Zurechnungslehre ist leider unvollendet geblieben.“

## Werke (Auswahl)
- Quid statuendum sit de eo, qui condemnatus in crimen reciderit. Inaugural-Dissertation. Berlin 1869.
- Über Ursprung und rechtliche Bedeutung der in den altdeutschen Urkunden enthaltenen Strafclauseln. Straßburg 1875.
- Der Vertragsbruch und seine Rechtsfolgen. Band 1, Straßburg 1876. (Neudruck Aalen 1982)
- Der Reinigungseid bei Ungerichtsklagen im deutschen Mittelalter. Heidelberg 1880.
- Die Widerklage im Reichs-Zivilprozeß. Berlin 1881.
- Über geschichtliche und ungeschichtliche Behandlung des deutschen Strafrechts. Berlin 1883.
- Grundriss zu Vorlesungen über deutsches Strafrecht. Frankfurt am Main 1885.
- Die strafrechtliche Haftung der verantwortlichen Redacteurs. Jena 1889. (In Festgabe für Rudolf von Gneist)
- Über die Begründung des Strafrechts. Jena 1889.
- Die Hamlet Tragödie Shakespeares. Stuttgart 1893.
- Über ältere Rechts- und Kulturzustände an der Fürstlich sächsischen Gesammt-Universität zu Jena. Jena 1897.
- Arbeitsvertragsbruch. Jena 1898.
- Die Zurechnungslehre des Aristoteles. Jena 1903. (Neudruck 1967, Goldbach 1995, Hildesheim 2013; auch unter dem Titel: Geschichte der strafrechtlichen Zurechnungslehre)
- Über Wurzel und Wesen des Rechts. Jena 1907.
- Die Verjährung, §§ 66-72 RStrGB. Berlin 1907. (Aufsatz)